# Westermannia concha
Westermannia concha är en fjärilsart som beskrevs av Butler 1886. Westermannia concha ingår i släktet Westermannia och familjen trågspinnare. Inga underarter finns listade i Catalogue of Life.